# الصمم في الهند
تعد الهند موطنًا لما يقرب من 63 مليون شخص من مجتمع الصم وضعاف السمع (DHH). وقد قيل إنه بينما ركزت حكومة الهند بشكل كبير على تحديث البلاد بالموارد التكنولوجية والبنية التحتية، فقد تم تجاهل احتياجات سكان الهند من الصم وضعاف السمع. على الرغم من تطور لغة الإشارة داخل البلاد، لم تقرر الحكومة الهندية تدوين لغة الإشارة في شكل قاموس إلا في عام 2017.

## الإهمال الثقافي
في دراسة أجرتها الدكتورة جيل جيبسون، زميلة في المعهد الوطني للشيخوخة في جامعة كاليفورنيا (سان فرانسيسكو)، فحصت لغة الإشارة والسمع داخل الهند. ركزت الدكتورة جيبسون بحثها بشكل أساسي على الولايات الحضرية في أتر برديش، راجستان، مهاراشترة، وتاميل نادو. وخلصت إلى أن العائلات والأشخاص من مجتمع الصم وضعاف السمع، سواء الذين أصيبوا بالصمم في وقت متأخر أو ولدوا صمًا، كانوا يشعرون بالخجل من الصمم ويبحثون عن طرق لإصلاحه. بدلاً من استخدام النموذج الاجتماعي للإعاقة لإيجاد طرق لمساعدة الصم وضعاف السمع على التكيف مع المجتمع، زارت العديد من العائلات الأطباء لمحاولة علاج صمم أطفالهم. كما قاموا بتجارب على الصم باستخدام إجراءات تقليدية وشعبية، بما في ذلك الطقوس والصيام والصلوات. من المهم أن نضع في الاعتبار أنه تم إجراء مقابلة مع عينة صغيرة فقط حيث كان معظم الناس خائفين أو خجلين من إجراء المقابلات بسبب العواقب السلبية (الرفض، الإهمال، الإساءة من قبل الأسرة والمجتمع).[بحاجة لمصدر]

## تعليم الصم
تولي دولة الهند اهتمامًا كبيرًا بالتعليم. ومع ذلك، لا توجد أدبيات موثوقة يمكن الوصول إليها حول تعليم الصم وضعاف السمع، وخاصة الأطفال. تكمن أكبر مشكلة يواجهها الأطفال الهنود الصم وضعاف السمع في أن الهند لديها ثمانية عشر لغة مهمة بنفس القدر تتمتع بسيادة متبادلة، بسبب التنوع الثقافي داخل البلاد. يكافح معلمو التنمية لاختيار اللغات التي يدرسونها لطلابهم. حتى داخل لغات محددة، يمكن أن يؤدي اختلاف اللهجات إلى مشاكل في تماسك التعلم. فيما يتعلق بفقدان السمع على وجه التحديد، فإن مدارس الأطفال الصم وضعاف السمع محدودة وتختار الإنجليزية بشكل عام كلغة رئيسية. ويرجع ذلك إلى الانتشار الواسع للغة الإنجليزية في العديد من المدارس في جميع أنحاء البلاد. ومع ذلك، فإن تدريس لغة الإشارة الأمريكية للأطفال الصم وضعاف السمع في الهند يعني وجود القليل من التفاهم المتبادل مع اللغات المحلية. وهذا يضع العائلات في خلاف بشأن استيعاب ثقافي. تشمل القضايا الأخرى التي تواجه تعليم الصم في الهند نقص التمويل، ونقص المدربين ذوي الخبرة، ونقص الوعي، ونقص الدعم الحكومي.

## التوظيف
كشف تعداد أجري في عام 2011 أن 73.9% من أصل 13.4 مليون فرد تتراوح أعمارهم بين 15 و 59 عامًا يعانون من إعاقة سمعية في الهند كانوا عمالًا هامشيين. وهذا يعني أن 26.1% فقط من الفئة النشطة كانوا يعملون بالفعل. من الصعب للغاية على أفراد مجتمع الصم وضعاف السمع الحصول على التعليم، حيث أنهم غير قادرين على تعلم المهارات الأساسية التي يتعلمها السكان السامعون في سن مبكرة.